# Gran Premio motociclistico di Spagna 1985
Il Gran Premio motociclistico di Spagna 1985 fu il secondo appuntamento del motomondiale 1985.
Si svolse il 5 maggio 1985 sul circuito permanente del Jarama e registrò nella classe 500 la vittoria di Freddie Spencer, di Carlos Lavado nella classe 250, di Pier Paolo Bianchi nella classe 125 e di Jorge Martínez nella classe 80.

## Classe 500

### Arrivati al traguardo
| Pos | Pilota              | Moto   | Giri | Tempo     | Griglia | Punti |
| --- | ------------------- | ------ | ---- | --------- | ------- | ----- |
| 1   | Freddie Spencer     | Honda  | 37   | 56:04.780 | 2       | 15    |
| 2   | Eddie Lawson        | Yamaha | 37   | +13.310   | 1       | 12    |
| 3   | Christian Sarron    | Yamaha | 37   | +28.580   | 9       | 10    |
| 4   | Wayne Gardner       | Honda  | 37   | +29.580   | 3       | 8     |
| 5   | Raymond Roche       | Yamaha | 37   | +1:11.950 | 8       | 6     |
| 6   | Didier de Radiguès  | Honda  | 37   | +1:16.980 | 15      | 5     |
| 7   | Mike Baldwin        | Honda  | 37   | +1:18.420 | 12      | 4     |
| 8   | Ron Haslam          | Honda  | 36   | +1 giro   | 5       | 3     |
| 9   | Sito Pons           | Suzuki | 36   | +1 giro   | 10      | 2     |
| 10  | Fabio Biliotti      | Honda  | 36   | +1 giro   | 16      | 1     |
| 11  | Henk van der Mark   | Honda  | 36   | +1 giro   | 22      |       |
| 12  | Klaus Klein         | Suzuki | 36   | +1 giro   | 28      |       |
| 13  | Wolfgang von Muralt | Suzuki | 36   | +1 giro   | 19      |       |
| 14  | Louis-Luc Maisto    | Honda  | 36   | +1 giro   | 30      |       |
| 15  | Eero Hyvärinen      | Honda  | 35   | +2 giri   | 26      |       |
| 16  | Andreas Pérez       | Suzuki | 35   | +2 giri   | 31      |       |
| 17  | Simon Buckmaster    | Suzuki | 35   | +2 giri   | 29      |       |
| 18  | Carlos Morante      | Suzuki | 35   | +2 giri   | 33      |       |

### Ritirati
| Pilota             | Moto         | Giri | Motivo ritiro | Griglia |
| ------------------ | ------------ | ---- | ------------- | ------- |
| Mile Pajic         | Honda        | 30   |               | 37      |
| Christian Le Liard | Honda        | 23   |               | 17      |
| Alessandro Valesi  | Honda        | 20   | Caduta        | 23      |
| Peter Sköld        | Honda        | 17   |               | 24      |
| Robert McElnea     | Heron-Suzuki | 16   | Caduta        | 4       |
| Dave Petersen      | Honda        | 12   | Caduta        | 13      |
| Boet van Dulmen    | Honda        | 10   |               | 20      |
| Takazumi Katayama  | Honda        | 10   | Caduta        | 7       |
| Neil Robinson      | Suzuki       | 6    |               | 18      |
| Randy Mamola       | Honda        | 4    | Caduta        | 6       |
| Dietmar Mayer      | Honda        | 3    |               | 34      |
| Armando Errico     | Honda        | 2    |               | 35      |
| Peter Lindén       | Honda        | 1    |               | 25      |
| Antonio Boronat    | Suzuki       | 1    |               | 36      |

### Non partiti
| Pilota          | Moto             | Griglia |
| --------------- | ---------------- | ------- |
| Thierry Espié   | Chevallier-Honda | 11      |
| Franco Uncini   | Suzuki           | 14      |
| Massimo Messere | Honda            | 21      |
| Keith Huewen    | Honda            | 27      |

### Non qualificati
| Pilota         | Moto   |
| -------------- | ------ |
| Marco Greco    | Honda  |
| Gary Lingham   | Suzuki |
| Andreas Leuthe | Suzuki |

## Classe 250

### Arrivati al traguardo
| Pos | Pilota                 | Moto              | Tempo     | Griglia | Punti |
| --- | ---------------------- | ----------------- | --------- | ------- | ----- |
| 1   | Carlos Lavado          | Yamaha            | 48:09.590 | 3       | 15    |
| 2   | Martin Wimmer          | Yamaha            | +3.810    | 2       | 12    |
| 3   | Anton Mang             | Honda             | +15.360   | 6       | 10    |
| 4   | Alan Carter            | Honda             | +25.980   | 14      | 8     |
| 5   | Reinhold Roth          | Juchem-Yamaha     | +30.260   | 5       | 6     |
| 6   | Maurizio Vitali        | Garelli           | +30.530   | 15      | 5     |
| 7   | Luis Miguel Reyes      | Cobas-Rotax       | +31.020   | 13      | 4     |
| 8   | August Auinger         | Bartol            | +39.390   | 8       | 3     |
| 9   | Freddie Spencer        | Honda             | +42.990   | 1       | 2     |
| 10  | Jean-François Baldé    | Pernod            | +55.080   | 9       | 1     |
| 11  | Jacques Cornu          | Parisienne        | +1:07.450 | 25      |       |
| 12  | Jean Foray             | Chevallier-Yamaha | +1:07.630 | 23      |       |
| 13  | Roland Freymond        | Yamaha            | +1:11.070 | 34      |       |
| 14  | Michel Galbit          | Yamaha            | +1:20.980 | 29      |       |
| 15  | Geoff Fowler           | Yamaha            | +1:21.540 | 21      |       |
| 16  | Jean-Louis Guignabodet | MIG-Rotax         | +1 giro   | 26      |       |
| 17  | Ivan Palazzese         | Yamaha            | +1 giro   | 28      |       |
| 18  | Juan Garriga           | Cobas-Rotax       | +1 giro   | 18      |       |
| 19  | Philippe Pagano        | Yamaha            | +1 giro   | 35      |       |
| 20  | Massimo Matteoni       | Honda             | +2 giri   | 36      |       |

### Ritirati
| Pilota               | Moto        | Motivo ritiro | Griglia |
| -------------------- | ----------- | ------------- | ------- |
| Stéphane Mertens     | Yamaha      | Caduta        | 11      |
| Niall Mackenzie      | Armstrong   |               | 10      |
| Antonio Garcia       | Cobas-Rotax |               | 19      |
| Carlos Cardús        | Cobas-Rotax |               | 4       |
| Donnie McLeod        | Armstrong   |               | 31      |
| Fausto Ricci         | Honda       |               | 12      |
| Harald Eckl          | Yamaha      |               | 24      |
| Anders Skov          | Yamaha      |               | 38      |
| Thierry Rapicault    | Yamaha      |               | 20      |
| Gabriel Grabia       | Yamaha      |               | 39      |
| Jean-Michel Mattioli | Yamaha      |               | 7       |
| Gary Noel            | EMC         |               | 22      |
| Rafael Fernandez     | Cobas-Rotax |               | 33      |
| Patrick Igoa         | Honda       |               | 16      |

### Non partiti
| Pilota             | Moto        | Griglia |
| ------------------ | ----------- | ------- |
| Manfred Herweh     | Real        | 17      |
| Loris Reggiani     | Aprilia     | 27      |
| Antonio Neto       | Cobas-Rotax | 30      |
| Jean-Luc Guillemet | Yamaha      | 32      |
| Mario Rademeyer    | Yamaha      | 37      |

## Classe 125

### Arrivati al traguardo
| Pos | Pilota                 | Moto          | Tempo     | Griglia | Punti |
| --- | ---------------------- | ------------- | --------- | ------- | ----- |
| 1   | Pier Paolo Bianchi     | MBA           | 45:35.450 | 4       | 15    |
| 2   | Fausto Gresini         | Garelli       | +12.560   | 2       | 12    |
| 3   | Domenico Brigaglia     | MBA           | +27.680   | 6       | 10    |
| 4   | Ezio Gianola           | Garelli       | +46.760   | 3       | 8     |
| 5   | Jean-Claude Selini     | MBA (ABF)     | +53.840   | 9       | 6     |
| 6   | Bruno Kneubühler       | LCR-MBA       | +55.760   | 8       | 5     |
| 7   | Johnny Wickström       | MBA (Tunturi) | +57.280   | 7       | 4     |
| 8   | Mike Leitner           | MBA (EMCO)    | +1:04.860 | 16      | 3     |
| 9   | Thierry Feuz           | MBA           | +1:07.800 | 17      | 2     |
| 10  | Andrés Sánchez         | MBA           | +1:15.650 | 18      | 1     |
| 11  | Giuseppe Ascareggi     | MBA           | +1:16.290 | 20      |       |
| 12  | Lucio Pietroniro       | MBA           | +1:25.090 | 10      |       |
| 13  | Willy Hupperich        | MBA (Seel)    | +1:32.540 | 13      |       |
| 14  | Michel Escudier        | MBA (GMV)     | +1:34.640 | 24      |       |
| 15  | Jussi Hautaniemi       | MBA           | +1:40.560 | 12      |       |
| 16  | Fernando González      | MBA           | +1 giro   | 26      |       |
| 17  | Jakcy Hutteau          | MBA           | +1 giro   | 19      |       |
| 18  | Robin Appleyard        | MBA           | +1 giro   | 21      |       |
| 19  | Willy Pérez            | MBA (Zanella) | +1 giro   | 15      |       |
| 20  | Helmut Lichtenberg     | MBA           | +1 giro   | 30      |       |
| 21  | Ian McConnachie        | Krauser       | +1 giro   | 25      |       |
| 22  | Peter Balaz            | MBA           | +2 giri   | 29      |       |
| 23  | Thomas Møller-Pedersen | MBA           | +2 giri   | 31      |       |
| 24  | Daniel Mateos          | MBA           | +2 giri   | 35      |       |
| 25  | Ton Spek               | MBA           | +2 giri   | 32      |       |
| 26  | Ramón Pano             | Jawa          | +3 giri   | 36      |       |

### Ritirati
| Pilota           | Moto | Motivo ritiro | Griglia |
| ---------------- | ---- | ------------- | ------- |
| August Auinger   | MBA  | Caduta        | 5       |
| Olivier Liégeois | MBA  |               | 11      |
| Luca Cadalora    | MBA  |               | 1       |
| Alfred Waibel    | MBA  |               | 23      |
| Anton Straver    | MBA  | Caduta        | 27      |
| Norbert Peschke  | MBA  |               | 22      |
| Christoph Bürki  | MBA  |               | 34      |
| Manuel Herreros  | MBA  |               | 14      |
| Ángel del Pozo   | RB   |               | 33      |
| Adolf Stadler    | MBA  |               | 28      |

## Classe 80

### Arrivati al traguardo
| Pos | Pilota             | Moto         | Tempo     | Griglia | Punti |
| --- | ------------------ | ------------ | --------- | ------- | ----- |
| 1   | Jorge Martínez     | Derbi        | 37:55.930 | 2       | 15    |
| 2   | Stefan Dörflinger  | Krauser      | +4.900    | 1       | 12    |
| 3   | Manuel Herreros    | Derbi        | +13.020   | 4       | 10    |
| 4   | Gerd Kafka         | Seel         | +52.640   | 6       | 8     |
| 5   | Theo Timmer        | HuVo-Casal   | +1:05.700 | 5       | 6     |
| 6   | Gerhard Waibel     | Real-Seel    | +1:14.620 | 7       | 5     |
| 7   | Paul Rimmelzwaan   | Harmsen      | +1:38.960 | 9       | 4     |
| 8   | Richard Bay        | Rupp-Maico   | +1 giro   | 18      | 3     |
| 9   | Jean-Marc Velay    | GMV-Casal    | +1 giro   | 17      | 2     |
| 10  | Bernd Rossbach     | HuVo-Casal   | +1 giro   | 25      | 1     |
| 11  | Salvatore Milano   | Casal        | +1 giro   | 19      |       |
| 12  | Michael Gschwander | Casal        | +1 giro   | 20      |       |
| 13  | Bertus Grinwis     | Bultaco      | +2 giri   | 26      |       |
| 14  | Serge Julin        | Bakker-Casal | +2 giri   | 29      |       |
| 15  | Reiner Koster      | LCR          | +2 giri   | 24      |       |
| 16  | Thomas Engl        | ESCN         | +2 giri   | 31      |       |
| 17  | Chris Baert        | Eberhardt    | +2 giri   | 32      |       |
| 18  | Domingo Gil Bianco | Autisa       | +2 giri   | 33      |       |

### Ritirati
| Pilota              | Moto       | Motivo ritiro | Griglia |
| ------------------- | ---------- | ------------- | ------- |
| Hans Spaan          | HuVo-Casal | Caduta        | 3       |
| Reinhard Koberstein | Seel       |               | 14      |
| Günter Maussner     | Casal      |               | 34      |
| Steve Mason         | MBA        |               | 30      |
| Ian McConnachie     | HuVo-Casal |               | 13      |
| Jaimie Lodge        | Krauser    |               | 11      |
| Henk van Kessel     | HuVo-Casal |               | 10      |
| Joaquin Gali        | Derbi      |               | 27      |
| René Dünki          | Zündapp    |               | 21      |
| Hans Koopman        | Ziegler    |               | 12      |
| Günter Schirnhofer  | Krauser    |               | 16      |
| Ramon Gali          | Bultaco    |               | 15      |

### Non partiti
| Pilota            | Moto     | Griglia |
| ----------------- | -------- | ------- |
| Juan Ramón Bolart | Autisa   | 8       |
| Julián Miralles   | Derbi    | 22      |
| José Saez         | Casal    | 23      |
| Herri Torrontegui | JJ-Cobas | 28      |